# 丁公遗址
丁公遗址位于中国山东省邹平县长山镇丁公村东，曾被评为1991年度全国十大考古新发现之一，2001年被列为第五批全国重点文物保护单位。
丁公遗址处于鲁北平原南部的山前平原上，其西0.8公里有孝妇河自南向北流入小清河。1985年至1992年，山东大学历史系对该遗址先后进行了五次发掘。遗址总面积约16万平方米，文化遗存延续时间较长，除少量大汶口文化和岳石文化之外，主要堆积为龙山文化和商周时期的遗存。